# Changseondo
Cheongsando est une île de la Corée du Sud située en mer du Japon dans le District de Wando dans la province de Jeolla du Sud.
Sa superficie est de 32,9 km2. Un chemin de randonnée fait le tour de l'île en 42 km.
Le film La Chanteuse de pansori (Seopyeonje) y a été tourné.